# دیوید فرنیش
دیوید فرنیش (انگلیسی: David Furnish؛ زادهٔ ۲۵ اکتبر ۱۹۶۲) یک کارگردان و تهیه‌کننده فیلم اهل کانادا است. وی از سال ۱۹۹۷ میلادی تاکنون مشغول فعالیت بوده‌است.
وی دانش‌آموختهٔ دانشگاه وسترن انتاریو و شریکِ زندگیِ التون جان است و با او، ۲ فرزند پسر (از طریق رحم اجاره‌ای) دارد. در سال ۲۰۱۵ میلادی، مجلهٔ «جی‌کیو» وی را یکی از شیک‌پوش‌ترین مردان بریتانیا معرفی کرد.
از فیلم‌ها یا مجموعه‌های تلویزیونی که وی در آن‌ها نقش داشته است می‌توان به رومئو و ژولیت اشاره نمود.

## زندگی شخصی
وی دانش‌آموختهٔ دانشگاه وسترن انتاریو و شریکِ زندگیِ التون جان است و با او، ۲ فرزند پسر (از طریق رحم اجاره‌ای) دارد. در سال ۲۰۱۵ میلادی، مجلهٔ «جی‌کیو» وی را یکی از شیک‌پوش‌ترین مردان بریتانیا معرفی کرد.